# BD-08°2823 c
BD-08°2823 c (المعروف أيضا باسم HIP 49067 c) هو كوكب خارج المجموعة الشمسية يقع على بعد يقدر بحوالي 137 سنة ضوئية في كوكبة السدس حول النجم BD-08°2823 c . اكتشف في 19 أكتوبر 2009 باستخدام مطيافة دوبلر من خلال جهاز الباحث الكوكبي بالسرعة الشعاعية عالية الدقة (HARPS) في مرصد لاسيلا مع 29 كوكب أخر، بما في ذلك BD-08°2823 b.